# NcFTP
NcFTP fu il primo client FTP alternativo e fu distribuito per la prima volta nel 1990. Fu creato come un'alternativa al client FTP standard dei sistemi UNIX, ftp, e offre una serie di caratteristiche aggiuntive rispetto a ftp e mostra una notevole semplicità d'uso.
NcFTP è un programma con interfaccia da riga di comando ed è disponibile su varie piattaforme.
Fornisce alcune caratteristiche avanzate rispetto ai classici client FTP come gestione dei segnalibri, possibilità di riprendere download interrotti.